# District de Kukës

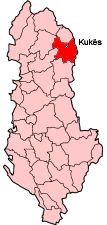

Le district de Kukës est un des 36 districts d'Albanie. Il a une superficie de 956 km2 et une population de 80 000 habitants. La capitale du district est Kukës. Le district dépend de la préfecture de Kukës.
Le district est mitoyen des districts albanais de Has, Püke, Mirdite et de Dibër. Il a aussi une frontière avec la Macédoine.